# CBS Daytime
CBS Daytime (CBSD) es un bloque de programación de la cadena de televisión estadounidense CBS, cuyo nombre es la marca para la programación diurna de la cadena. El bloque ha históricamente abarcado seriales, concursos, y talk shows. Su competencia principal es la programación diurna de la American Broadcasting Company (ABC) y la National Broadcasting Company (NBC).
Nota: En contraste con ABC Daytime con Good Morning America, CBS Daytime no explícitamente lista CBS This Morning en su sitio web oficial como parte de su bloque de programación. Sin embargo, CBS This Morning se incluye en este artículo para consistencia con el artículo sobre ABC Daytime.

## Horario
CBS Daytime comprende los siguientes programas, junto con sus horarios respectivos. Excepto por CBS This Morning, que debe ser emitido entre las 7:00 y las 9:00, el resto del horario es flexible, y estaciones individuales de la CBS pueden emitir esos programas en tiempos diferentes durante la mañana y la tarde.
En el mercado de Nueva Orleans, CBS This Morning es completamente adelantado por la estación local, WWL-TV.
| 7:00 a. m. – 9:00 a. m.   | CBS This Morning                        |
| 10:00 a. m. – 11:00 a. m. | Let's Make a Deal o programación local* |
| 11:00 a. m. – 12:00 p. m. | The Price is Right                      |
| 12:30 p. m. – 1:30 p. m.  | The Young and the Restless              |
| 1:30 p. m. – 2:00 p. m.   | The Bold and the Beautiful              |
| 2:00 p. m. – 3:00 p. m.   | The Talk                                |
| 3:00 p. m. – 4:00 p. m.   | Let's Make a Deal o programación local* |

* Depende de la estación.
Una excepción extrema al horario antes escrito es WAFB en Baton Rouge, donde The Price is Right se emite a las 11:00 y The Young and the Restless a las 16:00, Horario Central.

## Programas actuales

### Noticias

#### CBS This Morning
- Debut: 9 de enero de 2012
- Programa reemplazado: The Early Show
- Equipo de producción: Chris Licht (productor ejecutivo)
- Presentadores: Charlie Rose, Erica Hill y Gayle King

### Concursos

#### The Price is Right
- Debut: 4 de septiembre de 1972
- Programa reemplazado: The Beverly Hillbillies
- Presentador: Drew Carey
- Locutor: George Gray
- Empresa productora:   FremantleMedia/RTL Group
- Equipo de producción: Syd Vinnedge (consultor ejecutivo), Michael G. Richards (productor ejecutivo), Tracy Verna Sosith (productor coejecutivo), Adam Sandler[1] (productor), Stan Blits, Sue MacIntyre (coproductores)
- Equipo de dirección: Michael Dimich (director)

#### Let's Make a Deal
- Debut: 5 de octubre de 2009
- Programa reemplazado: Guiding Light
- Presentador: Wayne Brady
- Locutor: Jonathan Mangum
- Empresa productora: Hatos-Hall Productions en asociación con FremantleMedia/RTL Group
- Equipo de producción: Michael G. Richards (productor ejecutivo), Dan Funk (productor ejecutivo), Monty Hall (consultor creativo)
- Equipo de dirección: Lenn Goodside (director)

### Talk show

#### The Talk
- Debut: 18 de octubre de 2010
- Programa reemplazado: As the World Turns
- Presentadoras: Julie Chen, Sara Gilbert, Sharon Osbourne, Sheryl Underwood y Aisha Tyler
- Empresa productora: CBS Productions y Raquel Productions
- Equipo de producción: John Redmann (productor ejecutivo), Sara Gilbert (productora ejecutiva)

### Soap operas

#### The Bold and the Beautiful
- Debut: 23 de marzo de 1987
- Programa reemplazado: Capitol
- Creadores: William J. Bell, Lee Phillip Bell
- Empresa productora: Bell-Phillip Television Productions Inc.[2]
- Equipo de producción: Bradley Bell (productor ejecutivo), Rhonda Friedman (productora supervisora), Ron Weaver (productor sénior), Cynthia J. Popp, Adam Dusevoir (productor), Edward J. Scott (productor), Casey Kasprzyk (productor)
- Equipo de dirección: Michael Stich, Deveney Kelly, Cynthia J. Popp, David Shaughnessy, Jennifer Howard, Steven A. Wacker, Clyde Kaplan, Catherine Sedwick
- Equipo de escritura: Bradley Bell, Kay Alden, Teena Booth, Michael Minnis, Elizabeth Snyder, Rex M. Best, Tracey Ann Kelly, Patrick Mulcahey, John F. Smith, Adam Dusevoir, Shannon  Bradley, Lee Phillip Bell (consultor creativo)
- Consultor de argumentos: Patrick Mulcahey (reemplazó Jerry Birn)
- Director de casting: Christy Dooley
- Reparto: Texas Battle, Scott Clifton, Don Diamont, Lesley-Anne Down, Susan Flannery, Adrienne Frantz,  Jennifer Gareis, Adam Gregory, Katherine Kelly Lang, Kristen Lloyd, Kimberly Matula, John McCook, Alley Mills, Ronn Moss, Aaron D. Spears, Heather Tom, Hunter Tylo, Jack Wagner, Jacqueline MacInnes Wood, Jacob Young

#### The Young and the Restless
- Debut: 26 de marzo de 1973
- Programa reemplazado: Where the Heart Is
- Creadores: William J. Bell, Lee Phillip Bell
- Empresa productora: Bell Dramatic Serial Company, Corday Productions Inc., Sony Pictures Television
- Equipo de producción: Maria Arena Bell (productora ejecutiva), Paul Rauch (productor coejecutivo), John Fisher (productor supervisor), Anthony Morina (productor supervisor), Josh O'Connell (productor asociado), Matthew J. Olson (productor asociado)
- Equipo de dirección: Mike Denney, Sally McDonald, Peter Brinckerhoff, Dean LaMont, Andrew Lee, Grant A. Johnson, Casey Childs, Conal O'Brien, Habib Azar
- Escritora principal: Maria Arena Bell
- Escritores asociados: Natalie Minardi Slater, Marla Kanelos, Beth Milstein, Paula Cwikly, Sandra Weintraub, Linda Schreiber, Jay Gibson, Amanda L. Beall,  Janice Ferri Esser, Tom Casiello, Lisa Connor, Anne Schoettle, Susan Dansby, Greg Ball (nominado para el Premio Gemini; créditos: Bones, NYPD Blue, Zoe Busiek: Wild Card, y The Associates)
- Consultor creativo: Bill Bell Jr.
- Director de casting: Camille St. Cyr
- Reparto: Peter Bergman, Eric Braeden, Sharon Case, Jeanne Cooper, Doug Davidson, Eileen Davidson, Diana DeGarmo, Melissa Claire Egan, Genie Francis, Daniel Goddard, Michael Graziadei, Stacy Haiduk, Jessica Heap, Amelia Heinle, Elizabeth Hendrickson, Bryton James, Christel Khalil, Christian LeBlanc, Kate Linder, Billy Miller, Julia Pace Mitchell, Debbi Morgan, Joshua Morrow, Michael Muhney, Stephen Nichols, Peter Porte, Greg Rikaart, Marcy Rylan, Melody Thomas Scott, Kristoff St. John, Michelle Stafford, Jess Walton

## Programas anteriores de CBS Daytime

### Seriales
- As the World Turns (1956–2010)
- The Brighter Day (1954–1962)
- Capitol (1982–1987)
- The Clear Horizon (1960–1962)
- The Edge of Night (1956–1975)
- The Egg and I (1951–1952)
- The First Hundred Years (1950–1952)
- Full Circle (1960–1961)
- Guiding Light (1952–2009)
- Hotel Cosmopolitan (1957–1958)
- Love is a Many Splendored Thing (1967–1973)
- Love of Life (1951–1980)
- Portia Faces Life (1954–1955)
- The Road of Life (1954–1955)
- Search for Tomorrow (1951–1982)
- The Secret Storm (1954–1974)
- The Seeking Heart (1954–1955)
- Valiant Lady (1953–1957)
- Where The Heart Is (1969–1973)
- Woman With A Past (1954)

### Concursos
- Amateur's Guide to Love (1972)
- Beat the Clock (1957–1958, 1979–1980)
- Blackout (1988)
- Blackout (1984–1986)
- Card Sharks (1986–1989)
- Child's Play (1982–1983)
- Dotto (1958)
- Family Feud (1988–1993)
- For Love or Money (1958–1959)
- Gambit (1972–1976)
- Give-n-Take (1975)
- Hollywood's Talking (1973)
- The Joker's Wild (1972–1975)
- Match Game (1973–1979)
- Musical Chairs (1975)
- Now You See It (1974–1975, 1989)
- Pass the Buck (1978)
- Password (1961–1967)
- Press Your Luck (1983–1986)
- Pyramid (1973–1974, 1982-1987, 1988)
- Spin-Off (1975)
- Tattletales (1974–1978, 1982–1984)
- Tic-Tac-Dough (1978)
- To Tell the Truth (1962–1968)
- Wheel of Fortune (1989–1991)
- Whew! (1979–1980)